# Písečnatka nejmenší
Písečnatka nejmenší (Arnoseris minima) je drobná, žlutě kvetoucí, kriticky ohrožená bylinka našich polí, je to jediný druh monotypického rodu písečnatka.

## Rozšíření
Vyskytuje se od Portugalska a Anglie na západě po střední Evropu odkud pokračuje do Pobaltí, jižní Skandinávie, Běloruska a na Ukrajinu. Jižní hranice původního rozšíření prochází středem Apeninského a Balkánského poloostrova, roste i na severozápadě Afriky. Druhotně se dostala na východní pobřeží Severní Ameriky (na jih Kanady a sever Spojených států amerických) a také do Austrálie a na Nový Zéland.
Jedné se o rostlinu konkurenčně slabou která si vybírá vlhčí místa s kyselou, nevápnitou, na živiny chudou půdou, především písčiny nebo písčité až štěrkovité zvětraliny silikátových hornin. Nesnáší zastínění a proto roste v místech s (alespoň po určitou dobu) nezapojenou vegetací. Vyrůstá v opuštěných pískovnách, na polích s písčitým podložím a březích rybníků, v příkopech, na úhorech i ve světlinách borových lesů. Roste od nížin až do podhůří, v podmínkách ČR jsou těžiště výskytu písečnatky v termofytiku a mezofytiku. Její lokality jsou roztroušeny téměř po celém území Čech, ovšem s nestejnou hustotou. Na Moravě je mimořádně vzácná, na střední a jihovýchodní zcela schází.

## Popis
Jednoletá nebo ozimá rostlina s modravým nádechem která nebývá vyšší než 5 až 25 cm. Ze semene vyroste, nejčastěji ještě na podzim, drobná listová růžice která přezimuje a jaře následného roku se ze žlutého vřetenovitého kořene rozroste do bohaté přízemní růžice s obvejčitě podlouhlými, na bázi klínovitými a v řapík zúženými listy které mají čepele po obvodu vykrajované nebo hrubě zubaté a naspodu chlupaté. Dále vyroste jedna nebo několik, někdy do červena zabarvených, bezlistých lodyh které jsou přímé nebo vystoupavé a chudě se větví.
Směrem vzhůru se lodyhy nápadně rozšiřují a stávají se duté. Na koncích lodyh nebo jejich větví vyrůstají asi 1 cm široké květní úbory utvářející řídká květenství. Úbory jsou tvořeny 20 až 50 světle až sytě žlutými, pouze jazykovitými kvítky s pěti zoubky na konci jazyků. Zákrov, o polovinu kratší než tyto kvítky, má při kvetení tvar zvonkovitý, později kulovitý až elipsovitý. Vnější řada jeho listenů je zakrněná a vnitřní se skládá ze 16 až 18 vejčitě kopinatých, na hřbetě blanitých, volných listenů které se za plodů obloukovitě svírají. Rostliny vykvétají v červnu až září, úbory se otvírají v dopoledních hodinách a krátce po poledni se opět zavírají. Opylené kvítky dospívají v pětihranné, úzce elipsoidní, 1,5 až 2 mm velké nažky které jsou na vrcholu věnčeny suchým trvalým kalichem, nemají zobánek ani chmýr.

## Rozmnožování
Písečnatka se rozmnožuje semeny která jsou na větší vzdálenosti šířena s pomoci lidské činností, jako nečištěným osivem, převozem zeminy nebo prostým přichycením na dopravní prostředky. Semeno může po vysemenění klíčit ještě na podzim nebo až na jaře. Pokud semeno vyklíčí již na podzim vyvine se drobná listová růžice která přezimuje a z jara doroste do plné velikosti a vyrostou květné lodyhy, chová se jako ozimá rostlina a hemikryptofyt. Pokud semeno vyklíčí až z jara vyroste růžice a lodyhy s květy až na jaře, chová se jako jednoletá rostlina a terofyt. Klíčivost si semena uchovávají po dlouhou dobu.

## Ohrožení
Vzhledem k podobnému životnímu cyklu rostla písečnatka často v ozimých obilovinách, než obili vyrostlo měla její listová růžice dostatek světla a stačila se vyvinout. S nástupem herbicidů, minerálních hnojiv a vápnění byla z polí téměř vytlačena a mezi ostatními vytrvalými rostlinami jen špatně přežívá, bývá konkurenčně schopnějšími druhy vyššího vzrůstu již od časného jara zastiňována.
Ani ve druhé polovině 19. století nepatřila písečnatka nejmenší k běžným druhům rostlin, přesto bylo známo asi 200 lokalit kde pravidelně rostla. V létech 1981 až 2000 byla nově mapována místa jejího výskytu a bylo jich nalezeno pouze 12. Byla proto „Červeným seznamem cévnatých rostlin České republiky“ vydaného v roce 2012 vyhlášena za kriticky ohrožený druh (C1t). (Na Slovensku již mezitím vyhynula).